# Agi Lindegren

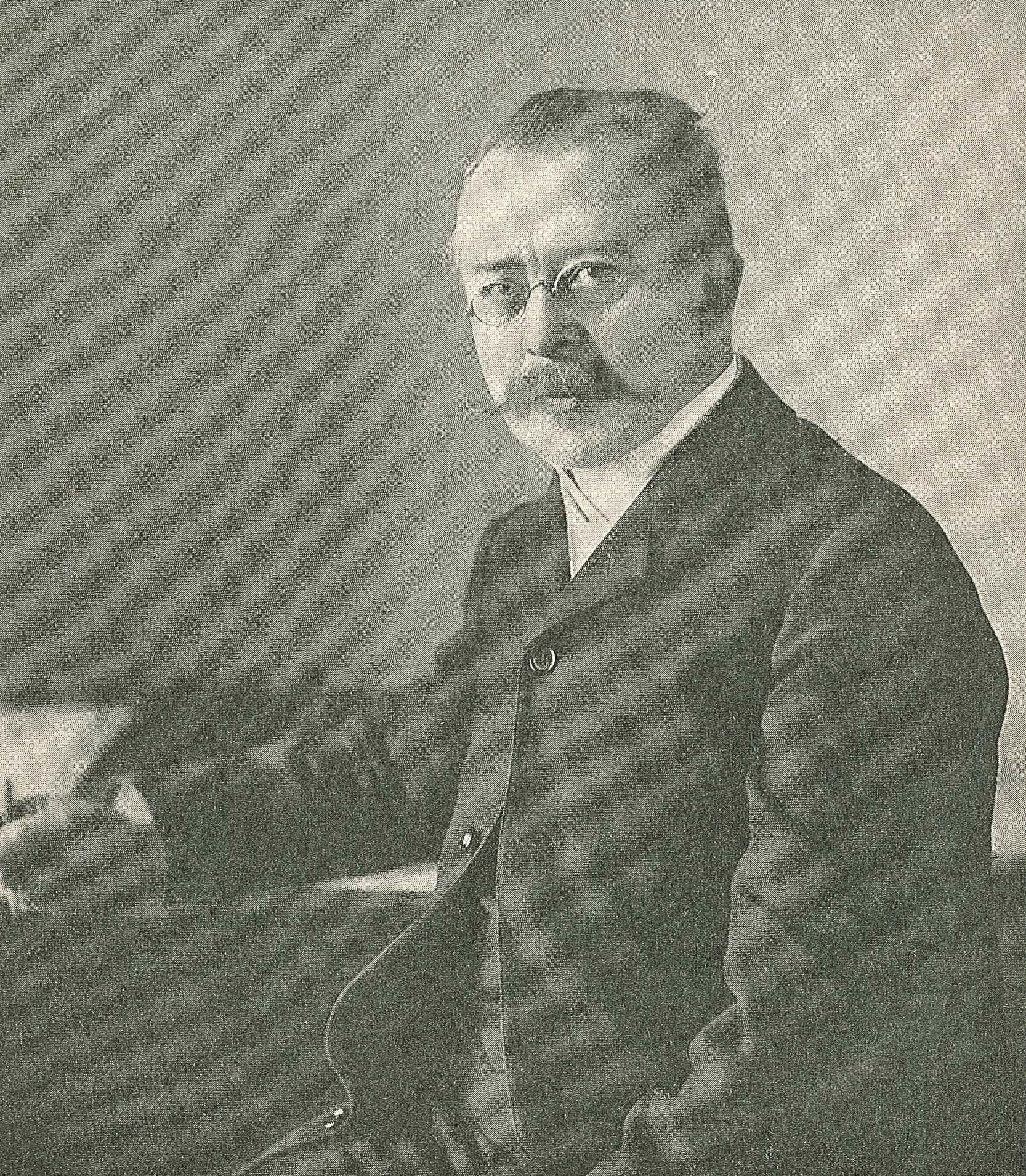
Agi Lindegren

August (Agi) Lindegren (* 29. August 1858 in Hudiksvall; † 16. Dezember 1927 in Drottningholm) war ein schwedischer Architekt, Maler und Zeichner.

## Leben
Lindegren war der Sohn des Kaufmanns Thiodolf Lindegren und dessen Frau Rosa Regnander. Er studierte von 1877 bis 1882 an der Königlich Technischen Hochschule in Stockholm und drei weitere Jahre an der Kunsthochschule in Schwedens Hauptstadt. Wie die meisten Künstler seiner Zeit unternahm er darauf umfassende Studienreisen nach Frankreich, Deutschland und Italien. Im Laufe dieser Jahre war er bei einer Seidenstickerei in Paris als Entwerfer der Vorlagen angestellt.
Nach seiner permanenten Rückkehr nach Schweden 1888 war Lindegren anfänglich mit der Innenausstattung oder Restaurierung verschiedener Kirchen in Stockholm und der näheren Umgebung beauftragt. Verschiedene öffentliche Gesellschaften und Privatpersonen wählten Lindegren als Architekt für ihre repräsentativen Bauten. Zwei seiner bedeutendsten Werke sind die Gustav-Wasa-Kirche und das Biologische Museum in Stockholm.
Neben seiner Tätigkeit als Architekt war Lindegren als Aquarellmaler und Illustrator von Büchern aktiv. 1899 erfolgte seine Wahl zum Repräsentant der Königlichen Kunstakademie.
Eine 1911 eintreffende Hirnblutung beeinträchtigte Lindegrens Leistungsvermögen stark. Zu dieser Zeit war er verantwortlicher Architekt für Renovierungsarbeiten des Schlosses Drottningholm. Danach konnte er sich nur noch als Ratgeber an den laufenden Restaurierungen beteiligen.

## Werke (Auswahl)

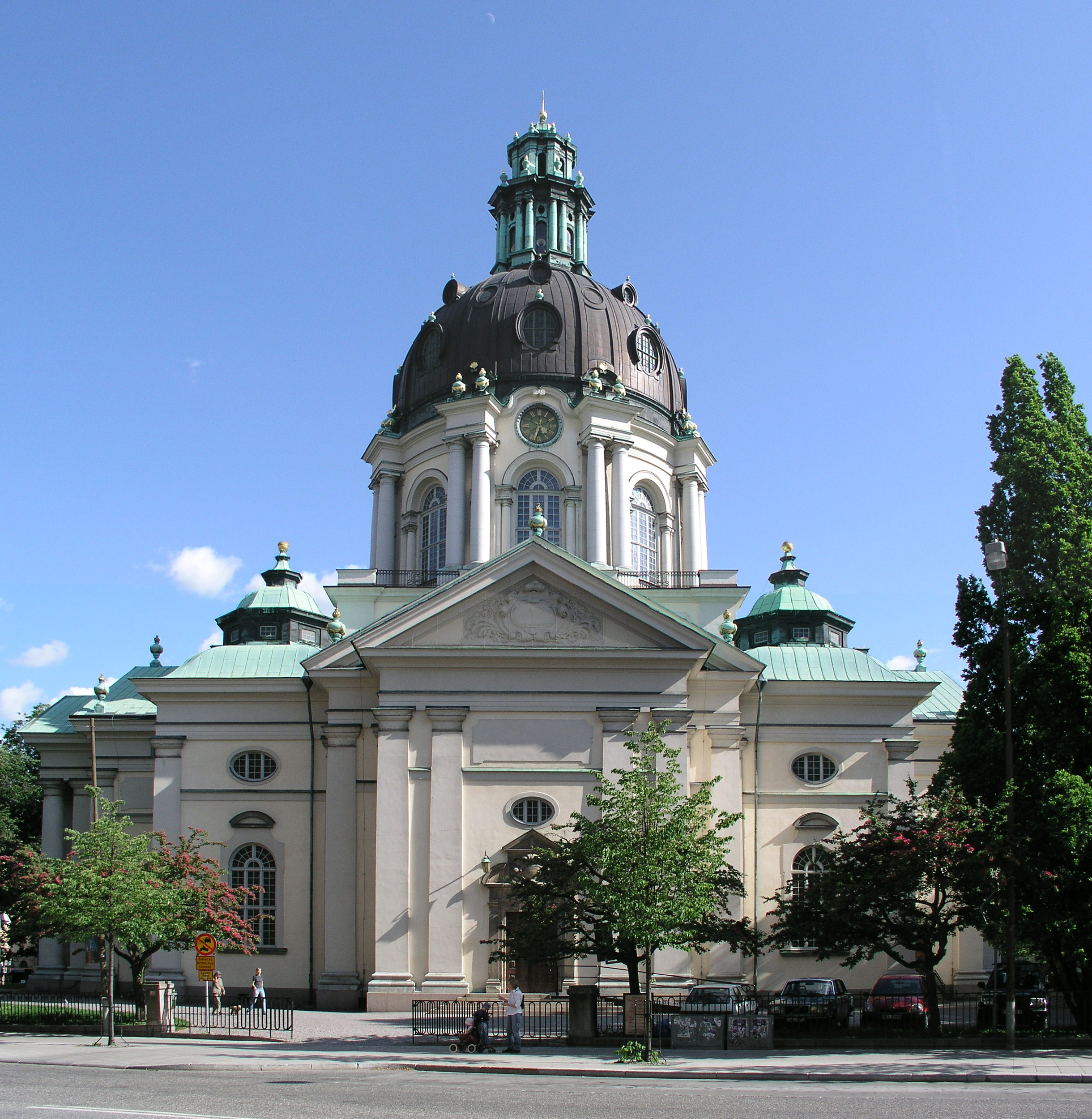
Gustav-Wasa-Kirche in Stockholm.

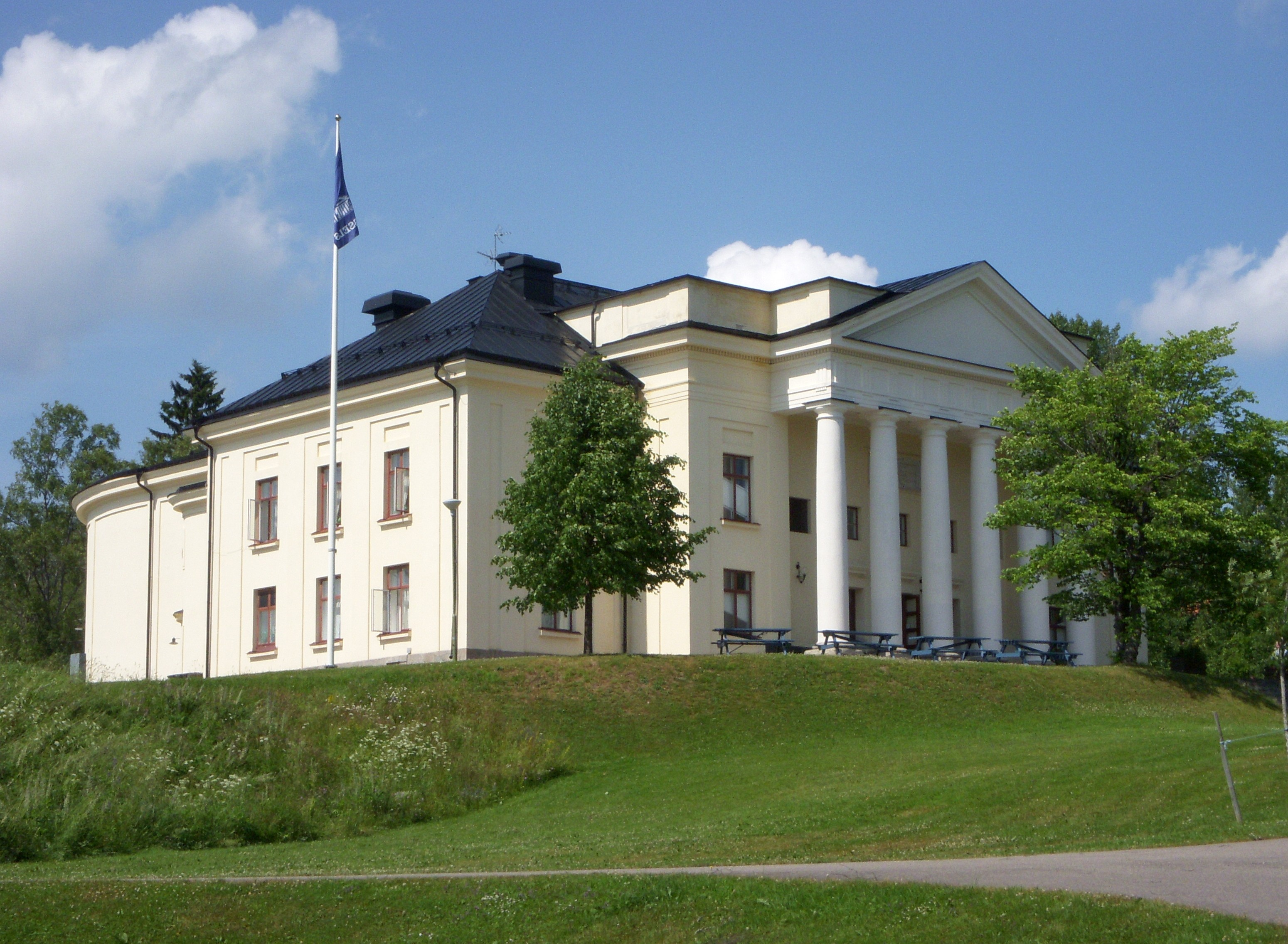
Cassels Donation in Grängesberg

### Architektur
- Villa Gransäter in Boo (1886)
- Ny kyrka, die Kirche der Ortschaft Ny bei  Ottebol in Värmland (1887)
- Biologisches Museum in Stockholm (1893)
- Villa Skoga nahe Kolmården (1894)
- Nordiska Museet in Stockholm, provisorische Anbauten zur Stockholmer Ausstellung 1897
- Villa Martin bei Gripsholm (1897)
- Cassels Donation, Konzert- und Veranstaltungshaus in Grängesberg (1898)[1]
- Haus der Freimaurer in Härnösand (1900)
- Feuerwache in Kalmar (1906)
- Gustav-Wasa-Kirche in Stockholm (vollendet 1906).

### Restaurierungen
- Dom zu Västerås (1896–98), Dekorationen schon ab 1895
- Dreifaltigkeitskirche (Helga Trefaldighets kyrka) in Uppsala (1906)
- Mariakirche (Mariakyrkan) in Sigtuna (1906)
- Klarakirche in Stockholm (vollendet 1907).

### Dekorationen

#### Stockholm
- Johanneskirche (1889–90)
- Katharinenkirche (1892)
- Jakobskirche (1892–93)
- Hedwig-Eleonora-Kirche (1894)
- Gustav-Adolf-Kirche (1894)
- Adolf-Friedrich-Kirche (1895)

#### Andere Orte
- Dom zu Uppsala (1890–93)
- Dom zu Härnösand (1895)
- Sankt-Olai-Kirche in Norrköping (1891)
- Hedvigkirche in Norrköping (1894)
- Ervallas Kirche, Ort bei Örebro (1900).

## Abbildungen (verschiedene Werke)

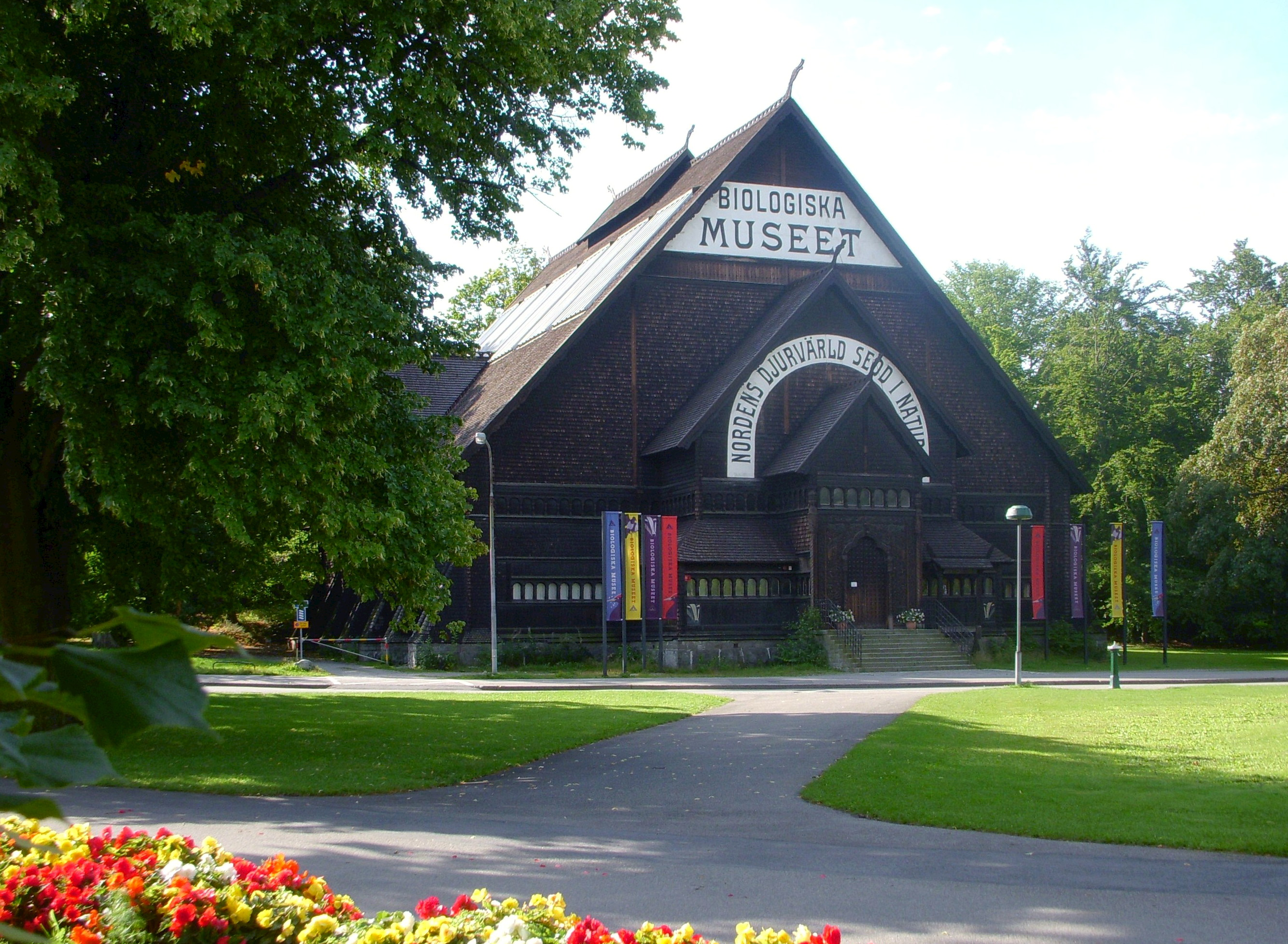
Biologisches Museum in Stockholm
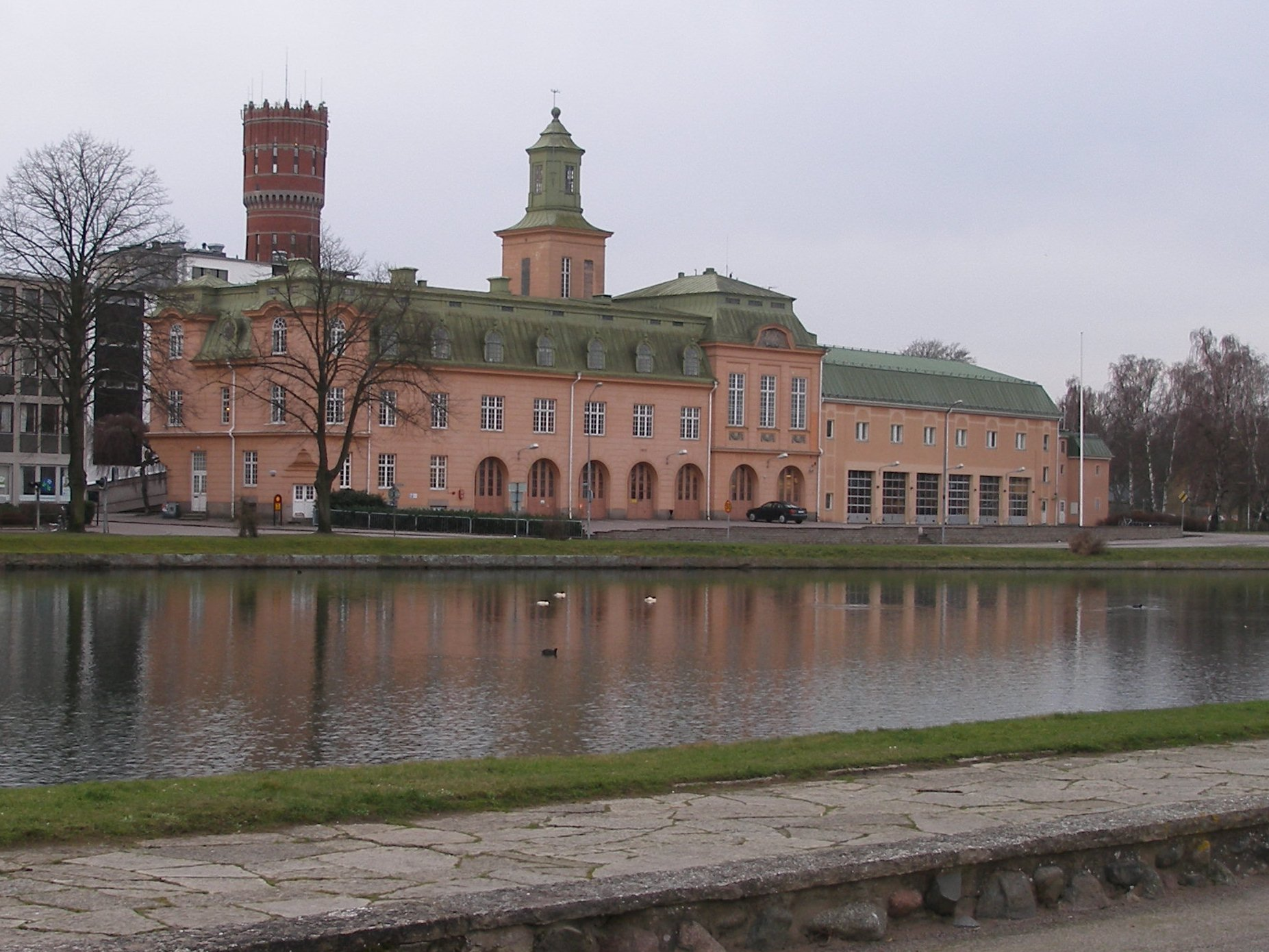
Feuerwehrhaus in Kalmar
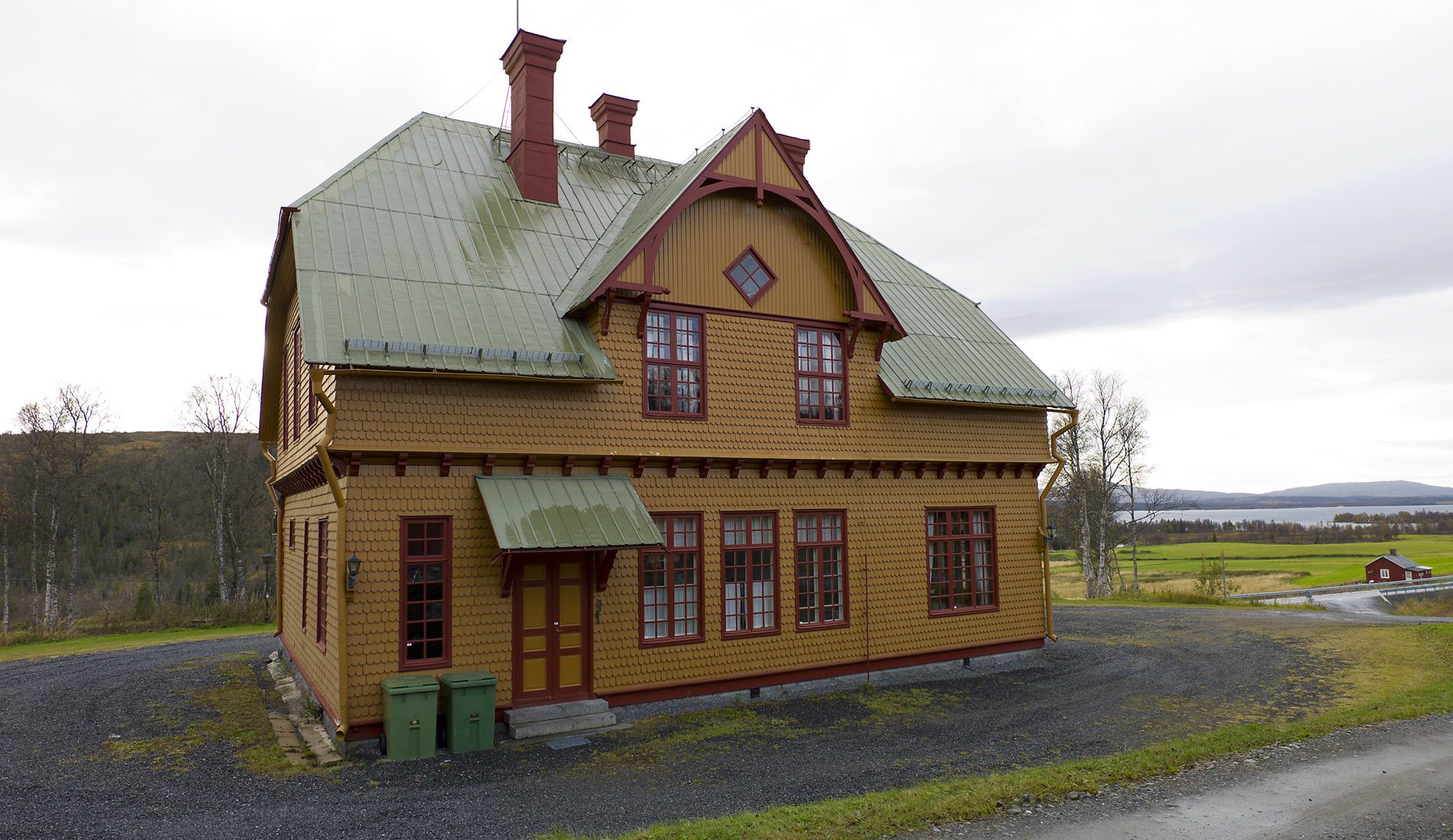
Jagdvilla in Medstugan, Ort in der Gemeinde Åre
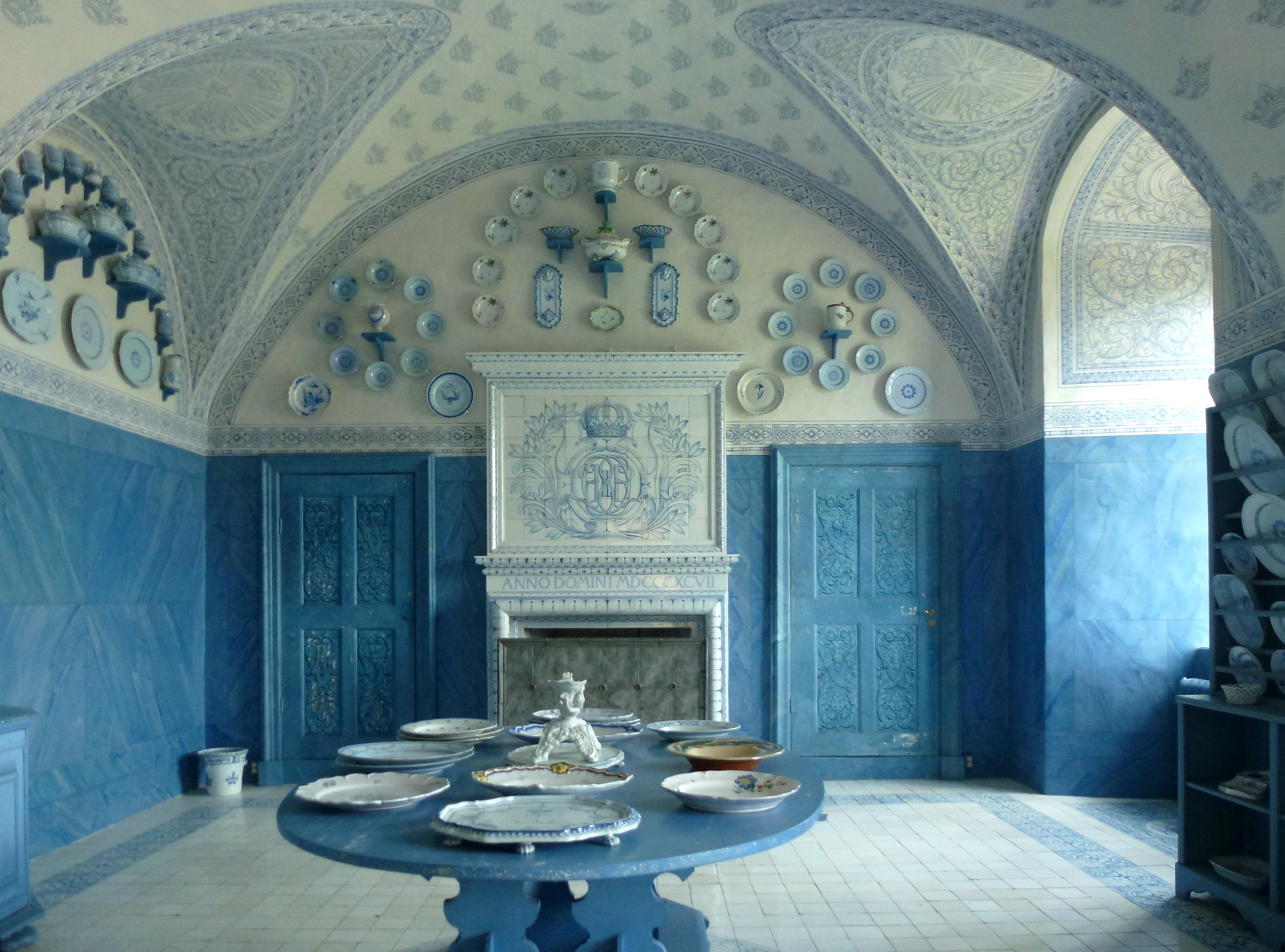
Porzellanzimmer im Schloss Drottningholm

## Schriften (Auswahl)
- Mariakyrkan i Westerås (1898)